# 新井辰也
新井 辰也（あらい たつや、1988年1月14日 - ）は、東京都八王子市出身のプロサッカー選手。ポジションは、ディフェンダー（DF）。

## 来歴
保育園でサッカーを始めてから、代表や全国大会とは無縁であった。しかし都立日野台高校時代の2005年、国体の東京都選抜に選出された。これをきっかけに大学でもサッカーを続けることを決め、一般入試で中央大学商学部へ進学した。なお、国体後には名古屋グランパスから練習参加の打診もあったが、受験勉強で2カ月ほど体を動かしていないことを理由に断っている。3年次に全日本大学サッカー選手権大会優勝に貢献。2008年に横浜FC、2009年は川崎フロンターレ、大分トリニータの練習に参加した。
2010年、名古屋グランパスへ入団。4月、左第5中足骨基部骨折第五中足骨疲労骨折で 半年間をリハビリに費やしたが、11月17日の天皇杯4回戦アルビレックス新潟戦、ハーフタイム途中出場で公式戦デビューした。
2011年1月から2月にかけて約40日間、田口泰士と共にスペインのレアル・ソシエダへ短期留学。5月のACL決勝トーナメント1回戦の水原三星ブルーウィングス戦では事前に怪我で相次いで離脱した増川隆洋、千代反田充に代わり、スタメンに抜擢された。
2012年3月、練習試合で左第五中足骨骨折の怪我を負った。チームに合流した矢先の7月、FC岐阜へ期限付き移籍した。7月29日の第26節ガイナーレ鳥取戦でJリーグ初出場を果たしたものの、移籍後3試合目となる8月12日の第28節ザスパ草津戦で左第五中足骨を再骨折し、長期離脱を強いられた。
2013年より、FC岐阜へ完全移籍した。4月14日、第8節の松本山雅FC戦では、後半途中出場で2得点を挙げてチームのシーズン初勝利に大きく貢献。センターバックに怪我人が出た夏場以降は、途中加入の木谷公亮とコンビを組んでレギュラーに定着した。
2014年はルーキーの阿部正紀にポジションを奪われ試合出場が無くなる。また9月にはトレーニングマッチの最中に右膝前十字靭帯断裂、右膝外側半月板損傷の大怪我を負った。12月19日、契約満了で岐阜を退団。

## 所属クラブ
ユース経歴
- 八王子中央SC
- 東京ウェストFC
- 東京都立日野台高等学校
- 中央大学学友会サッカー部

プロ経歴
- 2010年 - 2012年  名古屋グランパスエイト
  - 2012年7月 - 12月  FC岐阜 (期限付き移籍)
- 2013年 - 2014年  FC岐阜

## 個人成績
| 国内大会個人成績 | 国内大会個人成績 | 国内大会個人成績 | 国内大会個人成績 | 国内大会個人成績 | 国内大会個人成績 | 国内大会個人成績 | 国内大会個人成績 | 国内大会個人成績 | 国内大会個人成績 | 国内大会個人成績 | 国内大会個人成績 |
| 年度             | クラブ           | 背番号           | リーグ           | リーグ戦         | リーグ戦         | リーグ杯         | リーグ杯         | オープン杯       | オープン杯       | 期間通算         | 期間通算         |
| 年度             | クラブ           | 背番号           | リーグ           | 出場             | 得点             | 出場             | 得点             | 出場             | 得点             | 出場             | 得点             |
| 日本             | 日本             | 日本             | 日本             | リーグ戦         | リーグ戦         | リーグ杯         | リーグ杯         | 天皇杯           | 天皇杯           | 期間通算         | 期間通算         |
| ---------------- | ---------------- | ---------------- | ---------------- | ---------------- | ---------------- | ---------------- | ---------------- | ---------------- | ---------------- | ---------------- | ---------------- |
| 2010             | 名古屋           | 26               | J1               | 0                | 0                | 0                | 0                | 1                | 0                | 1                | 0                |
| 2011             | 名古屋           | 26               | J1               | 0                | 0                | 0                | 0                | 1                | 1                | 1                | 1                |
| 2012             | 名古屋           | 26               | J1               | 0                | 0                | -                | -                | -                | -                | 0                | 0                |
| 2012             | 岐阜             | 34               | J2               | 3                | 0                | -                | -                | 0                | 0                | 3                | 0                |
| 2013             | 岐阜             | 20               | J2               | 29               | 3                | -                | -                | 1                | 0                | 30               | 3                |
| 2014             | 岐阜             | 20               | J2               | 0                | 0                | -                | -                | 0                | 0                | 0                | 0                |
| 通算             | 日本             | 日本             | J1               | 0                | 0                | 0                | 0                | 2                | 1                | 2                | 1                |
| 通算             | 日本             | 日本             | J2               | 32               | 3                | -                | -                | 1                | 0                | 33               | 3                |
| 総通算           | 総通算           | 総通算           | 総通算           | 32               | 3                | 0                | 0                | 3                | 1                | 35               | 4                |

| 国際大会個人成績 | 国際大会個人成績 | 国際大会個人成績 | 国際大会個人成績 | 国際大会個人成績 |
| 年度             | クラブ           | 背番号           | 出場             | 得点             |
| AFC              | AFC              | AFC              | ACL              | ACL              |
| ---------------- | ---------------- | ---------------- | ---------------- | ---------------- |
| 2011             | 名古屋           | 26               | 1                | 0                |
| 2012             | 名古屋           | 26               | 0                | 0                |
| 通算             | AFC              | AFC              | 1                | 0                |

- 公式戦初出場 - 2010年11月17日 天皇杯4回戦 対アルビレックス新潟 (名古屋市瑞穂公園陸上競技場)
- 公式戦初得点 - 2011年10月12日 天皇杯2回戦 対FC鈴鹿ランポーレ (名古屋市瑞穂公園陸上競技場)
- Jリーグ初出場 - 2012年7月29日 J2第26節 対ガイナーレ鳥取 (とりぎんバードスタジアム)
- Jリーグ初得点 - 2013年4月14日 J2第8節　対松本山雅FC (長野県松本平広域公園総合球技場)

## 指導歴
- 中央大学学友会サッカー部コーチ

## タイトル

### チーム
中央大学
- 全日本大学サッカー選手権大会 (2008年)

名古屋グランパス
- Jリーグ ディビジョン1 (2010年)
- FUJI XEROX SUPER CUP (2011年)

### 個人
- 関東大学サッカーリーグ戦1部 ベストイレブン (2009年)